# Hugo Soria
Hugo Soria (nacido el 27 de diciembre de 1918), cantor de tango argentino.

## Biografía
Hugo Soria nació en la pequeña localidad de Los Zorros, un pueblo del sur de la provincia de Córdoba, Argentina. Vivió varios años en la ciudad cordobesa de Las Varillas. El cantor debutó en Pozo del Molle en 1945 con la orquesta Colombo. En 1946 ganó el concurso de cantores que organizó LV10 Radio Cuyo de Mendoza. Luego actuó con las orquestas Nobel y Mickey durante 25 años. En 1972 comenzó a presentarse como solista. Realizó giras por la provincia de Córdoba. En la capital le realizaron varios homenajes y lo distinguieron por sus 40 años con el tango. Hoy en día existen muchas radios que transmiten su música y cuentan su historia.